# 真田幸政
真田 幸政（さなだ ゆきまさ）は、江戸時代前期の旗本。真田昌幸の甥で娘婿。真田信之・真田信繁とは従兄弟であり、義兄弟でもある。

## 生涯
真田昌幸の弟・真田信尹を父とする。父と共に徳川家に仕え、慶長5年（1600年）に書院番、寛永8年（1631年）に使番に任命される。寛永9年（1632年）に父・信尹が死去し、遺跡を継いで3,000石を知行する。この際、弟・信勝に1,000石を分与する。同年、幼少であるため岡山藩から鳥取藩に移された池田光仲の元に赴き、国目付を務めた。承応元年（1652年）に鉄砲頭となる。承応2年（1653年）に死去した。
正室は伯父の昌幸の娘で、昌幸の娘の中でも末の方に当たるとされている。正室は明暦2年4月28日（1656年5月22日）に死去した。